# Siège de Londres (1471)
Pour un article plus général, voir Guerre des Deux-Roses.
Guerre des Deux-Roses
Batailles
Le siège de Londres a lieu entre le 12 et le 15 mai 1471 au cours de la guerre des Deux-Roses. Il oppose les partisans du roi Édouard IV d'Angleterre de la maison d'York qui tiennent la capitale à ceux de la maison de Lancastre commandés par Thomas Neville. Cette confrontation, qui constitue un épilogue aux récentes batailles de Barnet et de Tewkesbury, parachève la restauration définitive d'Édouard IV et assure la mainmise de la maison d'York sur le trône.
De retour d'exil afin de reprendre le trône à son rival Henri VI, Édouard IV vainc l'armée de Richard Neville à Barnet et celle de Marguerite d'Anjou à Tewkesbury. Pendant son absence, Londres est laissée à la merci des forces de Thomas Neville, qui rassemble une armée dans le Kent afin d'affronter Édouard. Après avoir sans succès demandé à la capitale de le laisser transiter, Thomas Neville entreprend durant trois jours plusieurs assauts depuis la Tamise et bombarde différents bâtiments stratégiques, dont la tour de Londres et plusieurs ponts. 
La résistance acharnée des Londoniens et l'arrivée des renforts d'Édouard IV poussent Thomas Neville à rebrousser chemin. Conscient de la futilité de ses actions après l'anéantissement de la maison de Lancastre, il capitule en échange d'un pardon. Édouard IV ordonne probablement après son entrée dans Londres l'assassinat d'Henri VI, que Thomas Neville a cherché à délivrer au cours de ses multiples assauts. Il se rend par la suite dans le Kent afin de punir les insurgés, tandis que Thomas Neville est mystérieusement exécuté quelques mois plus tard.

## Contexte
Le 14 mars 1471, le roi Édouard IV d'Angleterre de la maison d'York, en exil en Bourgogne depuis la défection l'année précédente de son ancien compagnon d'armes Richard Neville, comte de Warwick, au profit de la maison de Lancastre, débarque à Ravenspurn dans le Yorkshire afin de reprendre le trône à son rival Henri VI. Réussissant à contourner l'armée de John Neville, marquis Montagu, Édouard poursuit sa route en direction de la ville de Warwick, où il s'autoproclame à nouveau roi, puis de Coventry, où il essaie d'engager le combat avec Richard Neville avant l'arrivée de renforts. Il se dirige ensuite vers Londres, où il est accueilli avec allégresse le 11 avril par la population qui lui est globalement favorable. Édouard IV s'empresse de s'assurer de la personne d'Henri VI, qui est enfermé à la tour de Londres, avant d'effectuer ses retrouvailles avec son épouse Élisabeth Woodville et ses enfants, réfugiés dans le sanctuaire de l'abbaye de Westminster depuis le mois d'octobre. Talonné par l'armée de Richard Neville, Édouard affronte son adversaire lors de la bataille de Barnet le 14 avril. Les combats s'effectuent dans un épais brouillard, provoquant par mégarde l'attaque des troupes des Lancastre entre elles et déclenchant une déroute au cours de laquelle Richard et John Neville sont tués.
De retour à Londres, Édouard IV n'a guère le temps de savourer son succès puisqu'il est informé dès le 16 avril du débarquement à Weymouth dans le Dorset de l'épouse d'Henri VI, la reine Marguerite d'Anjou, et de leur fils le prince de Galles Édouard de Westminster qui, retardés en France par une tempête, n'ont pu amener à temps à Richard Neville des renforts et ont accosté le jour de la bataille de Barnet. Devinant que Marguerite a l'intention de rallier des renforts au pays de Galles, Édouard rassemble rapidement son armée et laisse le commandement de Londres à son beau-frère Anthony Woodville, comte Rivers. Retardée à Gloucester par le gouverneur de la ville qui refuse de la faire entrer, Marguerite d'Anjou est contrainte de continuer sa route vers le nord pour pouvoir franchir la Severn. L'armée des Lancastre est finalement rattrapée par celle d'Édouard IV près de Tewkesbury et doit se résoudre à y livrer bataille le 4 mai. La bataille de Tewkesbury est rapidement scellée après l'abandon d'une hauteur stratégique par les Lancastre, précipitant une débandade lors de laquelle le prince Édouard est tué. Le 11 mai, Édouard IV retourne à Coventry où Marguerite lui est amenée captive.
En dépit du triomphe d'Édouard IV qui a éliminé ou neutralisé les commandants de la maison de Lancastre à Barnet et à Tewkesbury, plusieurs partisans d'Henri VI continuent à résister. Ainsi, Jasper Tudor, comte de Pembroke, dispose encore de suffisamment de soutiens au pays de Galles et le Yorkshire s'est soulevé contre Édouard IV après son départ pour affronter le comte de Warwick à Coventry. Toutefois, les forces lancastriennes les plus dangereuses se situent dans le Kent, où Thomas Neville, un cousin du comte de Warwick, a été chargé dès le mois de janvier de patrouiller dans la Manche afin d'intercepter la flotte d'Édouard IV. Avant la bataille de Barnet, Richard Neville a envoyé à son cousin plusieurs messages lui demandant de se rendre dans le Kent afin d'y lever des renforts au nom de la maison de Lancastre. Ignorant la défaite des Lancastre à Barnet, Thomas Neville accoste à Sandwich avant le 3 mai, date à laquelle Édouard IV en est déjà informé. Il a alors sous ses ordres 300 hommes que Geoffroy Gate lui a envoyés depuis Calais et est rejoint par Nicholas Faunt, le lord-maire de Cantorbéry, qui lève en son nom 200 hommes, et d'autres, si bien que son armée s'élève rapidement à près de 3 000 hommes. L'armée recrutée par Thomas Neville dans le Kent est essentiellement motivée par loyauté envers Richard Neville ou Henri VI, mais plusieurs des hommes qui la composent l'ont probablement rejointe dans l'espoir de piller la capitale.

## Déroulement du siège
Le 8 mai, Thomas Neville se trouve à Sittingbourne, d'où il adresse une lettre aux autorités londoniennes dans laquelle il leur demande de le laisser pénétrer dans la capitale avant d'aller affronter Édouard IV. Au cours de la guerre des Deux-Roses, Londres a laissé la plupart des armées traverser son enceinte, la seule exception datant de 1461 lorsque l'armée des Lancastre commandée par Marguerite d'Anjou s'en était vue refuser l'accès après sa victoire à la seconde bataille de St Albans. Toutefois, les circonstances sont différentes dix ans plus tard, puisque la lettre de Thomas Neville arrive à Londres le 9 mai, quelques heures après qu'une lettre d'Édouard IV annonçant son triomphe à Tewkesbury ait été communiquée au conseil de la ville. Les autorités informent immédiatement Thomas Neville de leur refus de le laisser entrer dans la capitale, d'autant qu'elles gardent à l'esprit les pillages commis par les soldats originaires du Kent durant la restauration de la maison de Lancastre l'année précédente, et commencent à se préparer à résister à un siège : les rives de la Tamise aux alentours de la capitale sont équipées de canons, tandis que les citoyens de la ville reçoivent des armes. Édouard IV est également informé du soulèvement de Thomas Neville et ordonne rapidement la convocation d'une armée pour défendre la capitale, si bien qu'il se trouve une semaine plus tard avec une force de 30 000 hommes sous son commandement, d'après la Chronique de Warkworth (en).
Malgré la réponse du conseil, Thomas Neville poursuit sa route en direction de Londres. La raison le poussant à s'obstiner dans un siège est probablement la présence d'Henri VI dans la tour de Londres : en dépit de la mort de son seul fils, sa libération permettrait de raviver la cause de la maison de Lancastre. Arrivé à la tête de sa flotte près de la tour de Londres le 12 mai, Thomas Neville organise une attaque sur le pont de Londres et ordonne à son armée d'investir Southwark. Toutefois, cette première attaque ne se révèle guère concluante et aboutit seulement à la destruction d'un pont à Southwark et à l'endommagement de certaines échoppes près des docks de St Katharine. Le 13 mai, il change de tactique et se rend plus à l'ouest, d'où il compte attaquer Kingston Bridge afin d'investir Westminster. Néanmoins, Anthony Woodville a anticipé cette manœuvre et fait patrouiller ses troupes sur la Tamise afin de protéger le pont. Informé de l'arrivée d'Édouard IV à Coventry, Thomas Neville se retire à Southwark afin d'éviter d'être pris en tenailles et aligne ses canons dans le but de procéder à un bombardement de la tour de Londres, où se trouvent non seulement Élisabeth Woodville et ses enfants, mais aussi Henri VI. En réponse, Anthony Woodville ordonne le bombardement intensif des positions de Thomas Neville.
L'assaut le plus sérieux survient le 14 mai. Ce jour-là, Thomas Neville ordonne à une force de 3 000 hommes d'avancer à travers les docks de St Katharine ; celle-ci avance rapidement à travers les rues, pille les échoppes et met le feu à la porte de Bishopsgate. Toutefois, des renforts conduits par Henry Bourchier, comte d'Essex, viennent épauler les milices londoniennes ; estimés à 4 500 hommes, ils infligent de nombreuses pertes aux insurgés de Thomas Neville et les repoussent des rives de la Tamise, sans pour autant les empêcher d'emmener sur leurs navires 50 bœufs du boucher Gould destinés à la garnison de la tour. D'autres insurgés réussissent à s'emparer du rempart que les défenseurs viennent de construire pour protéger la porte d'Aldgate ; il n'est repris par les milices londoniennes qu'après un assaut en tenailles. Certains des insurgés sont piégés derrière la herse et immédiatement massacrés par la populace, tandis que les autres se précipitent en déroute vers leurs navires. Pendant ce temps, Thomas Neville a retiré ses canons de ses vaisseaux et les a alignés sur la rive droite de la Tamise afin de couvrir certains de ses hommes qui attaquent une nouvelle fois le pont de Londres et mettent le feu aux petits bâtiments qui s'y trouvent, dans le but de dégager un point d'entrée dans la ville sans avoir à franchir une porte. Leur attaque se poursuit jusqu'à la tour qui garde le pont-levis mais est arrêtée par l'artillerie de la garnison.

## Conséquences
Le 15 mai, Thomas Neville retourne à Southwark, tandis que certaines de ses troupes, poursuivies par les milices de Ralph Josselyn, se retirent jusqu'à Mile End ou Stratford, d'où elles embarquent à bord de leurs navires pour retourner dans le Kent. D'autres contingents, principalement ceux impliqués dans l'attaque du pont de Londres, se regroupent à Blackheath, en attendant les directives de leur commandant. Il est possible que Thomas Neville ait été informé de l'arrivée imminente de l'avant-garde d'Édouard IV qui, averti le 13 mai par Henry Percy, comte de Northumberland, de la désagrégation du soulèvement dans le Yorkshire après l'annonce de sa victoire à Tewkesbury, a dépêché dès le 14 mai de Coventry 1 500 hommes pour soutenir Anthony Woodville. Par la suite, le 18 mai, Thomas Neville prend la direction de Sandwich avec 600 hommes, afin d'y rejoindre sa flotte, et ordonne à la garnison que Calais lui a envoyée de retraverser la Manche. Le lendemain, les troupes stationnées à Blackheath effectuent également leur retraite. Ayant peut-être déjà entamé des négociations avec Édouard IV, Thomas Neville se replie à Southampton et utilise sa flotte comme monnaie d'échange. Il se soumet finalement le 27 mai à Richard, duc de Gloucester et second frère d'Édouard IV, qui a été chargé de recevoir sa reddition.
Le 21 mai, Édouard IV est de retour à Londres avec son armée triomphante et sa captive Marguerite d'Anjou. La nuit même, Henri VI meurt subitement dans la tour, très probablement assassiné à l'instigation d'Édouard IV afin d'éliminer toute menace de la maison de Lancastre, le soulèvement de Thomas Neville ayant sans doute souligné le danger de laisser le roi déchu en vie. Après avoir adoubé les citoyens londoniens (dont William Hampton (en), lord-maire de Londres l'année suivante) qui se sont distingués au cours de la résistance au siège, Édouard ne reste pas longtemps à Londres et conduit une expédition dans le Kent afin de poursuivre les rebelles impliqués dans le siège de Londres. La sévérité du roi est à cette occasion excessive : ainsi, le lord-maire de Cantorbéry Nicholas Faunt est condamné à être hanged, drawn and quartered le 29 mai, et de nombreuses exécutions ou levées d'amende ont lieu. Il semble toutefois que Henry Bourchier ait fait lui-même preuve d'une plus grande sévérité en Essex. Quant à Thomas Neville, il accompagne Richard, duc de Gloucester, au château de Middleham dans le Yorkshire pour servir à ses côtés. Toutefois, sa loyauté à la maison d'York est rapidement remise en question et il est décapité dans des conditions obscures le 22 septembre 1471, peut-être après une tentative d'évasion. Sa tête est alors exposée à côté de celle de Nicholas Faunt sur le pont de Londres, toutes deux regardant en direction du Kent.